# Marduquecabiteaquesu
Marduquecabiteaquesu (Marduk-kabit-ahheshu; lit. "Marduque é mais importante entre os seus irmãos") foi o primeiro rei da Segunda dinastia de Isim da Babilônia, e reinou entre 1 155 a.C. até 1 140 a.C.. Aparentemente, ele aderiu às conseqüências da dinastia cassita, destruída pelos elamitas.

## Biografia
Marduquecabiteaquesu era contemporâneo do rei elamita Silaque-Insusinaque, irmão e sucessor de Cutir-Nacunte III e filho de Sutruque-Nacunte. Ele parece ter expulsado as hordas de elamitas, em uma série de campanhas. Não foi determinado se havia um interregno elamita entre a queda da dinastia anterior, cassita e a atual, ou se havia uma sobreposição das duas dinastias babilônicas.
Depois de expulsar os elamitas, Marduquecabiteaquesu voltou sua atenção para a Assíria e o norte, governado por Assurdã I, capturando a cidade de Ecalatum.
A dinastia de Isim marca o significado do culto a Marduque. Seis dos 11 reis da dinastia incluíam seu nome, como elemento teológico, e ele era o deus elevado à posição suprema do panteão.
Logo, Marduquecabiteaquesu foi sucedido por seu filho Itimarduquebalatu.